# Petén Fútbol Club (club departamental)
El Peten Fútbol Club o simplemente Peten FC, es un equipo de fútbol de Guatemala, que representa al departamento de Peten. Este equipo es uno de los gigantes del país, ha obtenido 8 títulos de liga y 1 de copa. En toda su historia solo ha descendido una vez a la primera división, siendo un golpe muy duro para el equipo, pero un año después recuperó el aliento y se reintegró a la liga nacional. 

## Historia
El club nació tras la idea de que cada departamento tuviera su equipo representante, y así paso. En 1950 inició el equipo, y su campo era humilde, no era estadio y allí se jugaban los partidos.
Tras el transcurso de los años, el equipo empezó a ser temible, y su gran táctica hizo que se coronaran campeones en el torneo nacional clausura 1959, pero se daría la sorpresa que dos años después descenderían a primera, tras malos resultados, y la pesadilla solo tardo un año, porque nuevamente ascenderían a la Liga Nacional, solo para que en el Torneo Apertura 1962, se consagraran campeones nuevamente.
El club siguió soñando y se consagró varias veces campeón; Apertura 1965, Apertura 1982, Clausura 1983, Apertura 1983, Apertura 1994 y el Clausura 1999. En el Clausura 1999 dieron la gran sorpresa de vencer al CSF C. Guatemala en semifinales por un marcador global de 7 a 1, en el partido de ida Peten FC actuó de local ganando 4 a 0, y en la vuelta en el Estadio Mateo Flores ganaron 3 a 1 siendo esta una gran hazaña, pero en el Apertura 2000, se enfrentaría de nuevo contra los capitalinos, pero esta vez sería la Final, los de la Ciudad de Guatemala se vengaron y destrozaron al equipo petenero, en la ida Peten actuó nuevamente de local y perdieron 1 a 5, y en la capital también perdieron por 6 a 0, dando estos resultados un global de 11 a 1, siendo así humillados en una Final.

## Época Reciente
Desde el Apertura 2000, el gigante no ha disputado una final, si bien queda en semifinales, queda en cuartos, y siguen tratando de levantarse y dar la sorpresa de ser nuevamente campeones, pero se chocan con la época dorada del CSF C. Guatemala.
En el Clausura 2006, los peteneros se quedaron en semifinales tras perder contra el otro gigante FC Sacatepéquez por un marcador global de 4 a 0, y en el Clausura 2008 solo pudieron llegar a cuartos pero fueron eliminados por el FC Baja Verapaz.
- Datos: Q6073714